# 田渡凌
田渡 凌（たわたり りょう、1993年6月29日 - ）は、日本の男子プロバスケットボール選手である。東京都足立区出身。身長179cm、体重77kgで、ポジションはポイントガード。

## 来歴
東洋大学京北中学高等学校バスケットボール部監督の田渡優を父とする田渡三兄弟の三男で、兄は元東京サンレーヴスの田渡敏信と福井ブローウィンズの田渡修人。芸能活動は、エーチームグループのエーライツ所属。
3歳からバスケを始め、京北中学3年の時、全国中学校バスケットボール大会の決勝で富樫勇樹を擁する新発田市立本丸中学校と対戦し敗れたが、個人としては大会得点王と優秀選手賞を獲得している。
高校卒業時には、大学進学と米国挑戦で悩んだが、日本の大学バスケに物足りなさを感じ、自分を成長させるために米国挑戦を選択した。ニューハンプシャー州のプレップスクール、ティルトンのヘッドコーチから勧誘され、同校で英語力の向上とアメリカのバスケットボールに慣れた上で米国の大学にアピールする心づもりで渡米したが、田渡の受け入れを承認した時点から学校長が替わり、得られるはずだった奨学金の話も白紙になっていた。田渡はティルトンには入学せずにホームステイをしながら自力で勉強とトレーニングを行い、大学への売り込みを行った。希望していたNCAAディビジョン1からの勧誘はなかったが、カリフォルニアのオーロン・カレッジから奨学金を得る事ができ、同校卒業後の大学入りを目指す道を選んだ。
オーロン・カレッジ卒業時に、NCAAディビジョン1の大学からのオファーもあったが、奨学金やプレータイムなどの約束は得られないオファー条件だった。ディビジョン2に所属するドミニカン大学からは、奨学金や中心選手としての座を約束するオファーを得た。ドミニカン大学では主力としてプレーすると共に主将を務め、第29回ユニバーシアード競技大会ではU24日本代表に選ばれている。
大学卒業後の進路として2017年に横浜ビー・コルセアーズと契約した。横浜を選んだ理由として「（これまでの自分の経験から）あまり勝てなかったチームでプレーした時に、楽しかったり、成長したりするのを感じたため」と語っている。
2017-18シーズンはベンチメンバーからのスタートだったが、シーズン序盤の段階でポイントガードのレギュラーを奪う活躍をみせた。しかしシーズン中盤からはポジションを奪い返され、以後は2番手ポイントガードに定着した。58試合に出場、1試合平均の出場時間は18.0分　6.4得点　3.0アシストを記録した。
2018-19シーズンも、開幕時はベンチメンバーからのスタートだったが、開幕4試合目でスターターを奪取し、シーズンを通してレギュラーとして出場を続けた。60試合に出場、1試合平均の出場時間は26.1分　9.7得点　4.0アシストを記録した。。
2019年10月に、横浜の新チームキャプテンに就任した。またリアリティ番組『テラスハウス TOKYO 2019-2020』に出演することが発表され、2019年10月8日に配信された第18話より新メンバーとして登場した。2020年2月4日に配信された32話で番組を卒業した。2019年11月25日には一般社団法人日本バスケットボール選手会の副会長に就任した。
2019-20シーズンは、シーズン開幕から中盤まではスターターおよびレギュラーを務めたが、チームの不振でシーズン途中でヘッドコーチが交代した後は、2番手ポイントガードに定着した。41試合に出場、1試合平均の出場時間は23.6分　7.0得点　4.3アシストを記録した。
2019-20シーズンのリーグ表彰では、「テラスハウス」への出演により新たなファン層を取り込んだ他、自身のTwitterに投稿した #エアロビチャレンジ の動画では100万回を超える再生数を記録するなど、選手としての発信力と拡散力が高く評価されMIP（レギュラーシーズン 最優秀インプレッシブ選手）を受賞した。
2020年5月に横浜ビー・コルセアーズとの契約満了と退団が発表された。
2020年6月5日にB1に昇格した広島ドラゴンフライズへの入団が発表された。広島への移籍理由として「選手としてまた一歩成長するために新しい挑戦が必要だと思っていた。自分がうまくなること、勝てるチームに行って成長することを一番に考えた」と語っている。2020-21シーズンの広島ドラゴンフライズの成績は、リーグ最下位(20位)に終わり、田渡自身もチームでのレギュラー獲得に至らず48試合出場9先発に終わった。１試合平均では13.0分の出場、2.9得点、3.2アシストだった。シーズン終了後の2021年5月に広島ドラゴンフライズとの契約満了と退団が発表された。
2021年6月2日にB1  三遠ネオフェニックスへの入団が発表された。三遠への入団にあたって「伝統ある三遠ネオフェニックスの一員として、ブースターの皆さんと沢山の思い出を共有出来る事を楽しみにしています。失った全てのものを取り戻す為にこの地に来ました。」とのコメントを語った。シーズン序盤はプレータイムが伸びない状態が続く中で少しずつ出場時間を増やしていったが、シーズン終盤の4月27日に左ハムストリング肉離れによりチームを離脱した状態でシーズン終了となった。2020-21シーズンの三遠の成績は、リーグ下位(21位/22チーム)に終わり、シーズン成績は46試合出場26先発。１試合平均では15.5分の出場、4.8得点、3.1アシストと、チームでのレギュラー獲得には至らなかった。シーズン終了後の2022年5月に三遠ネオフェニックスとの契約満了と退団が発表された。
2022年7月22日にB2 熊本ヴォルターズへの入団が発表された。熊本ヴォルターズへの入団にあたって「覚悟と責任を持ち熊本ヴォルターズのために全力で闘います。クラブ全員と応援してくれる全ての方々の力を一つにして今シーズン沢山勝ちましょう！」とのコメントを語った。
2022年9月12日に一般社団法人日本バスケットボール選手会の会長に就任した。シーズン成績は59試合出場26先発。１試合平均では13.5分の出場、5.1得点、2.6アシストとレギュラー獲得に至らなかった。チームは西地区３位でB1昇格プレーオフに進出、プレーオフでは2試合に出場、9.5分の出場、2.5得点、1.0アシストだった。シーズン終了後に熊本ヴォルターズとの契約満了に伴い退団した。
2023年6月22日、B2 福島ファイヤーボンズへの入団が発表された。福島ファイヤーボンズへの入団にあたって「チームの目標達成のために自分の全てを捧げます。」とのコメントを語った。福島は東地区５位で昇格プレーオフ出場は果たせず、田渡のシーズン成績は60試合出場13先発と先発メンバーではなかったが2番手ポイントガードとして活躍、１試合平均では21.3分の出場、6.9得点、5.5アシストを記録している。また福島ファイヤーボンズではキャプテンを務めた。2024-25シーズンは副キャプテンとしてプレー。
2025年7月3日、B3 しながわシティへの入団が発表された。

## 経歴
- 京北高校 - オローニ短大 - ドミニカン大学カリフォルニア校 - 横浜ビー・コルセアーズ（2017〜2020年）- 広島ドラゴンフライズ（2020〜2021年）- 三遠ネオフェニックス（2021〜2022年）- 熊本ヴォルターズ（2022〜2023年）- 福島ファイヤーボンズ（2023年〜2025年）- しながわシティ（2025年〜）

## 人物

### バスケットボールプレイヤーとしての特徴
- 田渡は、自身のプレーの特長として｢負けん気の強さや、気持ちで相手を圧倒する部分｣と主にメンタルに関する部分を挙げている[28]。

- 田渡のストロングポイントとして｢司令塔としてのゲームコントロール力｣｢攻撃力｣の2点があげられている[29]。ゲームを組み立てていく力が長けており、ポイントガードとしてチームを牽引できると共に、多彩な得点パターンを有しており、またスピードやクイックネスが長けたうえで、シュート確率も高く、ボールハンドリングも上手い[29]。

- フローターシュートを得意としているが、このシュートは中1の時に現千葉ジェッツの富樫勇樹選手のフローターシュートに刺激されて習得したものである[30]。

- シュート力には強い拘りを持っている。キャッチ＆シュートの3ポイントシュートに加えて、ドリブルからの3ポイントシュートの精度向上のために、体幹トレーニング、筋トレ、視野を広げるヴィジョントレーニングに取り組んでいる[31]。

- アメリカからの帰国後に、父の田渡優(東洋大学京北中学高等学校バスケットボール部監督)はその成長について「日本にいたときは点取り屋であったが、その彼が自分を殺してチームを活かすことをやっていた」という述べている。本人も「高校のときは自分が攻めてチームを引っ張る感じだったが、アメリカで周りの選手に最高のパフォーマンスを出させるリード力を学んだ」と語っている[32]。

### その他
- プロバスケ選手として100%の力を出せるように、睡眠時間は9時間、毎日の交代浴、週に1～2回のヨガを欠かさない。また食生活に関しては、もともと野菜が苦手で殆ど食べなかったが、現在はできるだけ摂るようにしており、小麦や乳製品を控えるなど、コート外の生活でも拘りを持っている[31]。
- 2019年にテラスハウスに入居した理由は、一緒に住む人たちから刺激を得たり、夢にむかって頑張る姿を感じることで、自分自身も向上したいという想いからである[33]。
- 好きな女性のタイプについて、田渡は、自分のテンションが高いので、それについてこれる、気さくな人柄の人だと述べている[33]。
- 自分の恋愛傾向について、ディズニー映画が好きで、映画のような運命の人との劇的な出会いに憧れている。また好きになった人に振り向いてもらう為になら、尽くすタイプであると述べている[33]。
- 2020年における新型コロナウイルスの日本国内での感染拡大防止としての外出自粛に際して、自宅でできる「エアロビチャレンジ」を4月2日に自身のTwitterアカウントで公開した[34]。バスケ界をはじめ様々な分野の著名人が挑戦した事もあり、再生回数は公開から1ヶ月で104万回(2020年5月2日時点）に達した。
- 横浜ビー・コルセアーズ時代の選手紹介

2017-18 ｢海図に新たな航路を刻み　狙ったお宝いただきます　Ｎｏ．２１　タワタリ　リョウ ｣
2018-19 ｢未開の海こそゾクゾクしちゃう　生まれついてのやんちゃ者　No.21 田渡凌｣
2018-19 ｢デカイ壁ほど燃え上がる Natural-Born Corsair!　No.21 キャプテン田渡凌｣

## 記録
| シーズン   | チーム | GP | GS | MPG  | FG%  | 3P%  | FT%  | RPG | APG | SPG | BPG | TO  | PPG |
| ---------- | ------ | -- | -- | ---- | ---- | ---- | ---- | --- | --- | --- | --- | --- | --- |
| B1 2017-18 | 横浜   | 58 | 11 | 18.0 | .421 | .169 | .750 | 0.3 | 3.0 | 0.8 | 0.0 | 1.3 | 6.4 |
| B1 2018-19 | 横浜   | 60 | 54 | 26.1 | .430 | .364 | .651 | 2.6 | 4.0 | 0.8 | 0.0 | 1.4 | 9.7 |
| B1 2019-20 | 横浜   | 41 | 23 | 23.6 | .355 | .270 | .714 | 2.2 | 4.3 | 0.7 | 0.0 | 1.8 | 7.0 |

## 出演

### テレビ番組
- 『テラスハウス TOKYO 2019-2020』：Netflix、フジテレビ　18話～32話[11]
- BS12 水曜バスケ!（2019年11月27日放送、BS12トゥエルビ）[38] - ゲスト

## ギャラリー

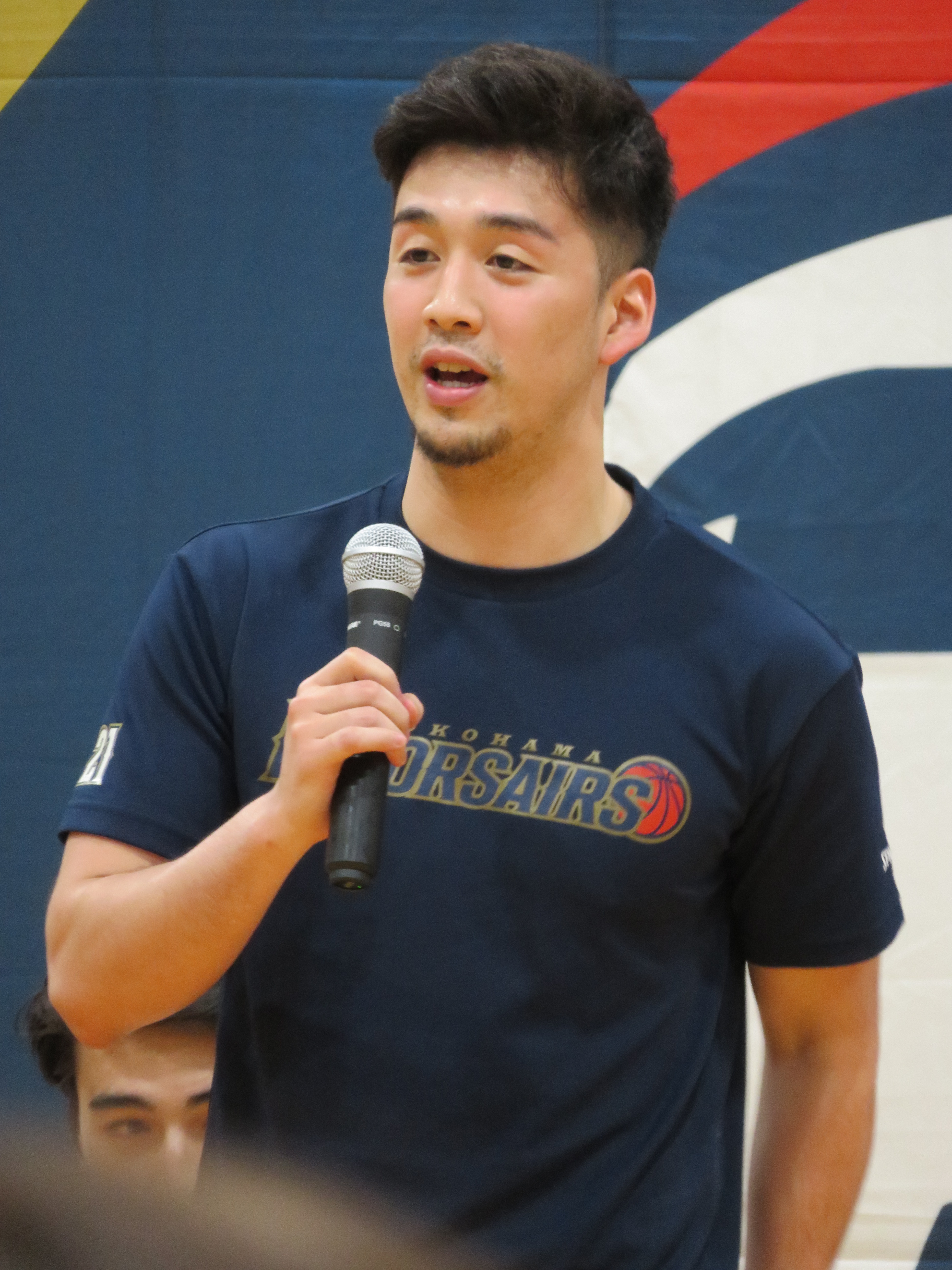
2019-05-19
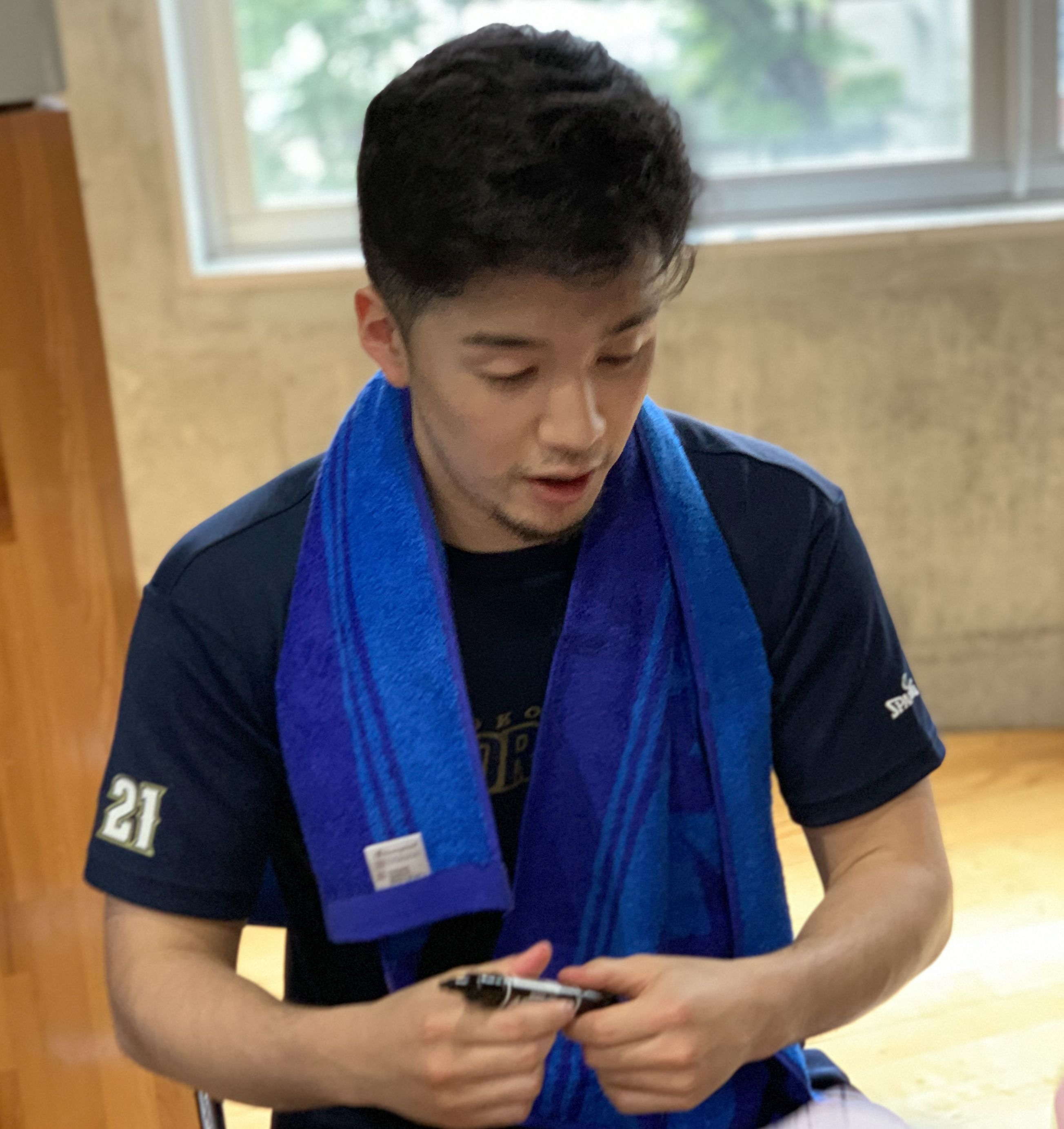
2019-05-19
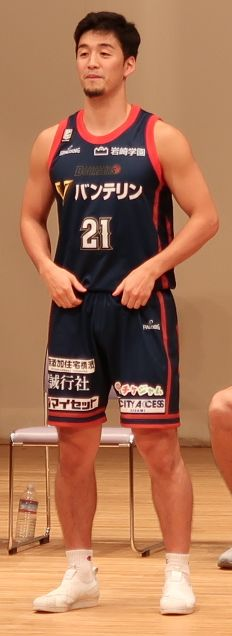
2019-09-27